# Perameles sobbei
Perameles sobbei — вид сумчастих із родини бандикутових (Peramelidae). Викопні рештки знайдено у плейстоценовому шарі з Кінг-Крік на сході Дарлінг-Даунс, Квінсленд, Австралія. P. sobbei входить до діапазону розмірів сучасних видів Perameles, але його молярна морфологія вказує на ближчу спорідненість з раннім пліоценовим видом P. bowensis. Однак велика різниця в розмірах і незначні відмінності молярної морфології між ними вважаються достатніми для того, щоб виправдати видовий поділ.